# Walter Wohler
Walter Karl Albert Wohler (* 28. Januar 1893 in Groß Mierau, Kreis Berent, Westpreußen; † 2. August 1968 in Hamburg) war ein deutscher Richter. Im Zweiten Weltkrieg war er Präsident des Oberlandesgerichts Danzig.

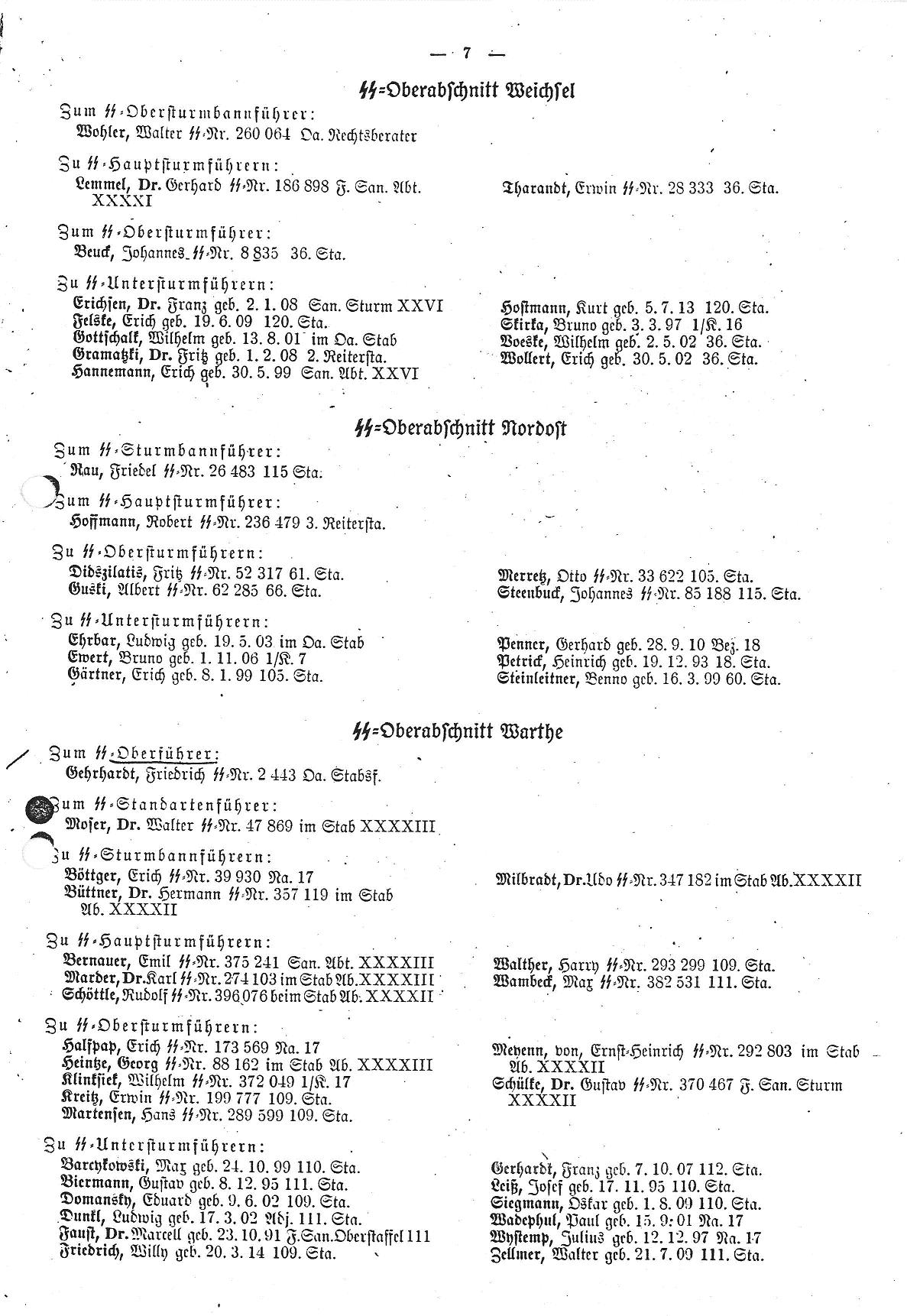
Beförderung zum SS-Obersturmbannführer an Hitlers Geburtstag 1942 im SS-Verordnungsblatt

## Biografie
Als Sohn eines Rittergutbesitzers besuchte Wohler das Königliche Gymnasium in Danzig. Nach dem Abitur studierte er ab 1911 an der Eberhard Karls Universität Tübingen Rechtswissenschaft. 1912 wurde er im Corps Franconia Tübingen recipiert. Als Inaktiver wechselte er an die Friedrich-Wilhelms-Universität zu Berlin und die Albertus-Universität Königsberg. Im Mai 1914 bestand er das erste juristische Staatsexamen. Nach Ausbruch des Ersten Weltkrieges unterbrach er den Vorbereitungsdienst, um als Freiwilliger beim Feld-Artillerie-Regiment 36 durchgehend am Krieg teilzunehmen. Unter anderem mit dem Eisernen Kreuz II. und I. Klasse ausgezeichnet, schied er im März 1919 als Oberleutnant der Reserve aus der Armee aus. Er führte in Danzig das Rechtsreferendariat fort und legte im November 1921 die Assessorprüfung ab. Zunächst war er beim Senat der Freien Stadt Danzig als juristischer Hilfsarbeiter tätig, dann ab 1922 als Richter am Amtsgericht Danzig und ab 1923 als Regierungsrat bei der Verwaltung der Freien Stadt Danzig. Ab 1927 war er Richter am Landgericht Danzig, dessen Direktor er Anfang Januar 1933 wurde.
Nach der Volkstagswahl in Danzig am 28. Mai 1933, bei der die Danziger NSDAP die absolute Mehrheit erreichte, wurde Wohler leitender Referent der Innenabteilung beim Danziger Senat. Der NSDAP war er bereits im August 1932 beigetreten (Mitgliedsnummer 1.204.502). Ende Juni 1934 trat er der SS bei (SS-Nummer 260.064), innerhalb derer er 1942 den Rang eines SS-Obersturmbannführers erreichte. Den gleichen Rang erreichte er in der Waffen-SS. Für die SS wurde er im SS-Abschnitt XVI als Rechtsberater tätig. Ab Juni 1935 war er Danziger Gauführer des NS-Rechtswahrerbundes und wurde stellvertretender Gaurechtsamtsleiter. Ab Mitte Februar 1937 war er in Danzig Präsident des Obergerichts und des Landgerichts. Er wurde 1939 Mitglied der Akademie für Deutsches Recht.
Nach dem Überfall auf Polen nahm Wohler an einer durch Gauleiter Albert Forster einberufenen Besprechung für hochrangige Parteifunktionäre und Behördenleiter teil. Während dieser vertraulichen Besprechung wurden die Teilnehmer durch Forster darüber informiert, dass „gefährliche“ Polen, polnische Priester und Juden um einen möglichen Aufstand zu verhindern „entfernt“ werden müssten. Vertrauenswürdige Mitarbeiter der Teilnehmer sollten Namenslisten von zu erschießenden Personen anfertigen lassen. Nach der Entstehung des Reichsgaus Danzig-Westpreußen wurde Wohler Anfang November 1939 zum Präsidenten des neugeschaffenen Oberlandesgerichts Danzig ernannt. Er blieb in dieser Funktion bis 1945. Während des Zweiten Weltkrieges unabkömmlich gestellt, brauchte er nicht zur Wehrmacht einzurücken. Er wurde durch Forster 1940 mit dem Danziger Kreuz II. und I. Klasse ausgezeichnet. Im selben Jahr erhielt er das Kriegsverdienstkreuz II. Klasse ohne Schwerter. Wohler war ein Befürworter der Polenstrafrechtsverordnung und in seinem Wirkungsbereich an antipolnischen Maßnahmen beteiligt. Aufgrund der herannahenden Roten Armee ließ er kriegsbedingt im September 1944 für die Gerichtsbarkeit im Reichsgau Danzig-Westpreußen die Evakuierung vorbereiten.
Nach Kriegsende befand er sich drei Jahre in alliierter Internierung. Im November 1949 wurde er nach einem Spruchkammerverfahren als „minderbelastet“ (Kategorie III) eingestuft und nach einem Berufungsverfahren 1950 als „Mitläufer“ entnazifiziert. Ihm wurden Ruhestandsbezüge eines Landgerichtsdirektors zugebilligt. Sein darauffolgendes Bemühen um Übernahme in den Hamburger Justizdienst blieb erfolglos.
Gegen die teilnehmenden Oberlandesgerichtspräsidenten und Generalstaatsanwälte an der Konferenz des Reichsjustizministeriums zu juristischen Fragen der Euthanasie wurden 1967 gerichtliche Voruntersuchungen eingeleitet. Wohler starb, bevor am 27. Mai 1970 die noch verbliebenen Beschuldigten durch das Landgericht Limburg außer Verfolgung gesetzt wurden.